# اخترماهی کوتاه بولاک
اخترماهی کوتاه بولاک (نام علمی: Brachygalaxias bullocki) نام یک گونه از سرده اخترماهی‌های کوتاه است.